# Polder Zeevang
Polder Zeevang is een poldergebied dat gelegen is aan het Markermeer, ten noorden van de Noord-Hollandse plaatsen Edam en Purmerend.
Polder Zeevang is een vlak, open en waterrijk veenweidelandschap. Het heeft een oppervlakte van 1862 hectare, waarvan 190 hectare oppervlaktewater. De Kromme IJe loopt door het gebied. Om het gebied voor agrarische gebruik geschikt te maken, zijn er sloten gegraven om het water af te voeren met lange percelen tot gevolg. Vooral vee graast op de graslanden en riet, bomen en struiken zijn zo goed als afwezig in het landschap. De open ruimte wordt begrensd door de lintdorpen Warder, Middelie en Kwadijk. Stormvloeden waren aanleiding voor het opwerpen van dijken, die waren niet zo stevig waardoor aan de Zuiderzeezijde vaak de dijken bezweken met tegenwoordig nog zichtbare doorbraakkolken.
In 1660 werden, als onderdeel van de Zesstedenvaart, tussen Amsterdam en Hoorn, de Edammer Trekvaart (tussen Edam en Oosthuizen) en de Hoornsche Trekvaart (tussen Oosthuizen en Hoorn) aangelegd. De Edammer Trekvaart werd in een rechte lijn, van zuidzuidoost naar noordnoordwest, door het gebied gegraven. Het jaagpad langs deze trekvaart werd een weg en later de Provinciale weg 247. In 1885 werd de spoorlijn Zaandam - Enkhuizen aangelegd die op de noord-zuid as door de polder loopt.
Het water in het gebied is brak, maar het water is zoeter geworden door de inpoldering van de Zuiderzee.
Het grootste deel van de polder kent een vast waterpeil van 2,35 m beneden Normaal Amsterdams Peil (NAP). De polder werd vroeger bemalen door vijf windmolens met vijzels. In 1872 werd bij Edam het eerste stoomgemaal gebouwd dat al weer in 1920 werd afgebroken. In 1879 werd op de plaats van een windmolen bij Kwadijk een tweede, groter stoomgemaal met twee vijzels gebouwd naar een ontwerp van het ingenieursbureau W.C. & K. de Wit uit Amsterdam. Het Gemaal Zeevang is diverse malen gemoderniseerd en nog altijd van belang om het waterpeil te handhaven.
De polder was een militair inundatiegebied als onderdeel van de Stelling van Amsterdam. Via de zeesluis in Edam kon water vanuit de Zuiderzee, via de Purmerringvaart, de polder instromen. Dit is tweemaal voorgekomen. In mei 1940 liet het Nederlandse leger het gemaal stilleggen en werd de sluis geopend. Binnen enkele dagen stond de polder onder een laag water. Na de capitulatie op 15 mei 1940 draaide het gemaal wekenlang om de Zeevang leeg te malen. In maart 1944 zette het Duitse leger de polder onder water om geallieerde luchtlandingen te verhinderen. De polder stond ruim een jaar onder water en na de bevrijding duurde het een maand voordat de polder weer droog was.
De polder valt onder de gemeente Edam-Volendam en het waterbeheer valt onder het Hoogheemraadschap Hollands Noorderkwartier.
De graslanden en zoete wateren vormen tezamen een leefgebied van onder andere ganzen, eenden en weidevogels. De polder heeft een Natura 2000-status door overnachtende en foeragerende vogels.
Aan de rand van Polder Zeevang ligt de Moordenaarsbraak.
Aamsveen (gebiedsnummer 55)
· Abdij Lilbosch & voormalig Klooster Mariahoop (151)
· Abtskolk & De Putten (162)
· Achter de Voort, Agelerbroek & Voltherbroek (47)
· Arkemheen (56) 
· Bakkeveense Duinen (17)
· Bargerveen (33)
· Bekendelle (63)
· Bemelerberg & Schiepersberg (156)
· Bergvennen & Brecklenkampse Veld (46)
· Biesbosch (112)
· Binnenveld (voorheen Bennekomse Meent) (65)
· Boddenbroek (52)
· Het Bossche Broek (132)
· Boetelerveld (41)
· Boezems Kinderdijk (106)
· Borkeld (44)
· Boschhuizerbergen (144)
· Botshol (83)
· Brabantse Wal (128)
· Broekvelden, Vettenbroek & Polder Stein (104)
· Bruine Bank (168)
· Brunssummerheide (155)
· Bunder- en Elslooërbos (153)
· Buurserzand & Haaksbergerveen (53)
· Canisvlietse Kreek (125)
· Coepelduynen (96)
· De Bruuk (69)
· Deelen (14)
· De Alde Feanen (13)
· De Wilck (102)
· Deurnsche Peel & Mariapeel (139) 
· Dinkelland (49)
· Doggersbank (164)
· Donkse Laagten (107)
· Drents-Friese Wold & Leggelderveld (27)
· Drentsche Aa-gebied (25)
· Drouwenerzand (26)
· Duinen Ameland (5) 
· Duinen Den Helder-Callantsoog (84)
· Duinen en Lage Land Texel (2) 
· Duinen Goeree & Kwade Hoek (101) 
· Duinen Schiermonnikoog (6) 
· Duinen Terschelling (4) 
· Duinen Vlieland (3) 
· Dwingelderveld (30)
· Eemmeer & Gooimeer Zuidoever (77)
· Eilandspolder (89)
· Elperstroomgebied (28)
· Engbertsdijksvenen (40) 
· Fochteloërveen (23)
· Friese Front (166)
· Gelderse Poort (67)
· Geleenbeekdal (154)
· Geuldal (157)
· Grensmaas (152)
· Grevelingen (115)
· Groot Zandbrink (80)
· Groote Gat (124)
· Groote Peel (140) 
· Groote Wielen (9)
· Haringvliet (109)
· Holtingerveld (29)
· Hollands Diep (111)
· IJsselmeer (72)
· Ilperveld, Varkensland, Oostzanerveld & Twiske (92)
· Kampina & Oisterwijkse Vennen (133)
· Kempenland-West (135)
· Kennemerland-Zuid (88)
· Ketelmeer & Vossemeer (75)
· Klaverbank (165)
· Kolland en Overlangbroek (81)
· Kop van Schouwen (116)
· Korenburgerveen (61)
· Krammer-Volkerak (114)
· Kunderberg (158)
· Landgoederen Brummen (58)
· Landgoederen Oldenzaal (50)
· Langstraat (130)
· Lauwersmeer (8)
· Leekstermeergebied (19)
· Leenderbos, Groote Heide & De Plateaux (136)
· Lemselermaten (48)
· Lepelaarplassen (79)
· Leudal (147)
· Liefstinghsbroek (21)
· Lingegebied en Diefdijk Zuid (70)
· Loevestein, Pompveld & Kornsche Boezem (71)
· Lonnekermeer (51)
· Leemkuilen (131)
· Loonse en Drunense Duinen (131)
· Maasduinen (145)
· Maas bij Eijsden (167)
· Manteling van Walcheren (117)
· Mantingerbos (31)
· Mantingerzand (32)
· Markermeer & IJmeer (73)
· Markiezaat (127)
· Meijendel & Berkheide (97)
· Moerputten (132)
· Meinweg (149)
· Naardermeer (94)
· Nieuwkoopse Plassen & De Haeck (103)
· Noorbeemden & Hoogbos (161)
· Noordhollands Duinreservaat (87)
· Noordzeekustzone (7) 
· Norgerholt (22)
· Oeffelter Meent (141)
· Olde Maten & Veerslootslanden (37)
· Oostelijke Vechtplassen (95)
· Oosterschelde (118)
· Oostvaardersplassen (78)
· Oude Maas (108)
· Oudegaasterbrekken, Fluessen en omgeving (10)
· Oudeland van Strijen (110)
· Polder Westzaan (91)
· Polder Zeevang (93)
· Regte Heide & Riels Laag (134)
· Roerdal (150)
· Rottige Meenthe & Brandemeer (18)
· Sallandse Heuvelrug (42)
· Sarsven en De Banen (146)
· Savelsbos (160)
· Schoorlse Duinen (86)
· Sint-Jansberg (142)
· Sint Pietersberg & Jekerdal (159)
· Sneekermeergebied (12)
· Solleveld & Kapittelduinen (99)
· Springendal & Dal van de Mosbeek (45)
· Stelkampsveld (60)
· Strabrechtse Heide & Beuven (137)
· Swalmdal (148)
· Teeselinkven (59)
· Uiterwaarden IJssel (38)
· Uiterwaarden Lek (82)
· Uiterwaarden Neder-Rijn (66)
· Uiterwaarden Waal (68)
· Uiterwaarden Zwarte Water en Vecht (36)
· Ulvenhoutse Bos (129)
· Van Oordt's Mersken (15)
· Vecht- en Beneden-Reggegebied (39)
· Veerse Meer (119)
· Veluwe (57)
· Veluwerandmeren (76)
· Vlakte van de Raan 163)
· Vlijmens Ven (132)
· Vogelkreek (126)
· Voordelta (113) 
· Voornes Duin (100) 
· Waddenzee (1) 
· Weerribben (34)
· Weerter- en Budelerbergen & Ringselven (138)
· Westduinpark & Wapendal (98)
· Westerschelde & Saeftinghe (122)
· Wieden (35)
· Wierdense Veld (43)
· Wijnjeterper Schar (16)
· Willinks Weust (62)
· Witte en Zwarte Brekken (11)
· Witte Veen (54)
· Witterveld (24) 
· Wooldse Veen (64)
· Wormer- en Jisperveld & Kalverpolder (90)
· Yerseke en Kapelse Moer (121)
· Zeldersche Driessen (143)
· Zoommeer (120)
· Zouweboezem (105)
· Zuidlaardermeergebied (20)
· Zwanenwater & Pettemerduinen (85)
· Zwarte Meer (74)
· Zwin & Kievittepolder (123)